# Monte Maggio
Il Monte Maggio (1.853 m s.l.m.) è una montagna dell'Altopiano di Folgaria nelle Prealpi Venete. Si trova al confine tra la provincia di Vicenza nel comune di Laghi e la provincia di Trento tra i comuni di Folgaria e Terragnolo.  Il monte fu teatro di aspri combattimenti durante la prima guerra mondiale dal momento che era situato esattamente sul confine tra il Regno d'Italia e l'Impero austro-ungarico.

## Geografia

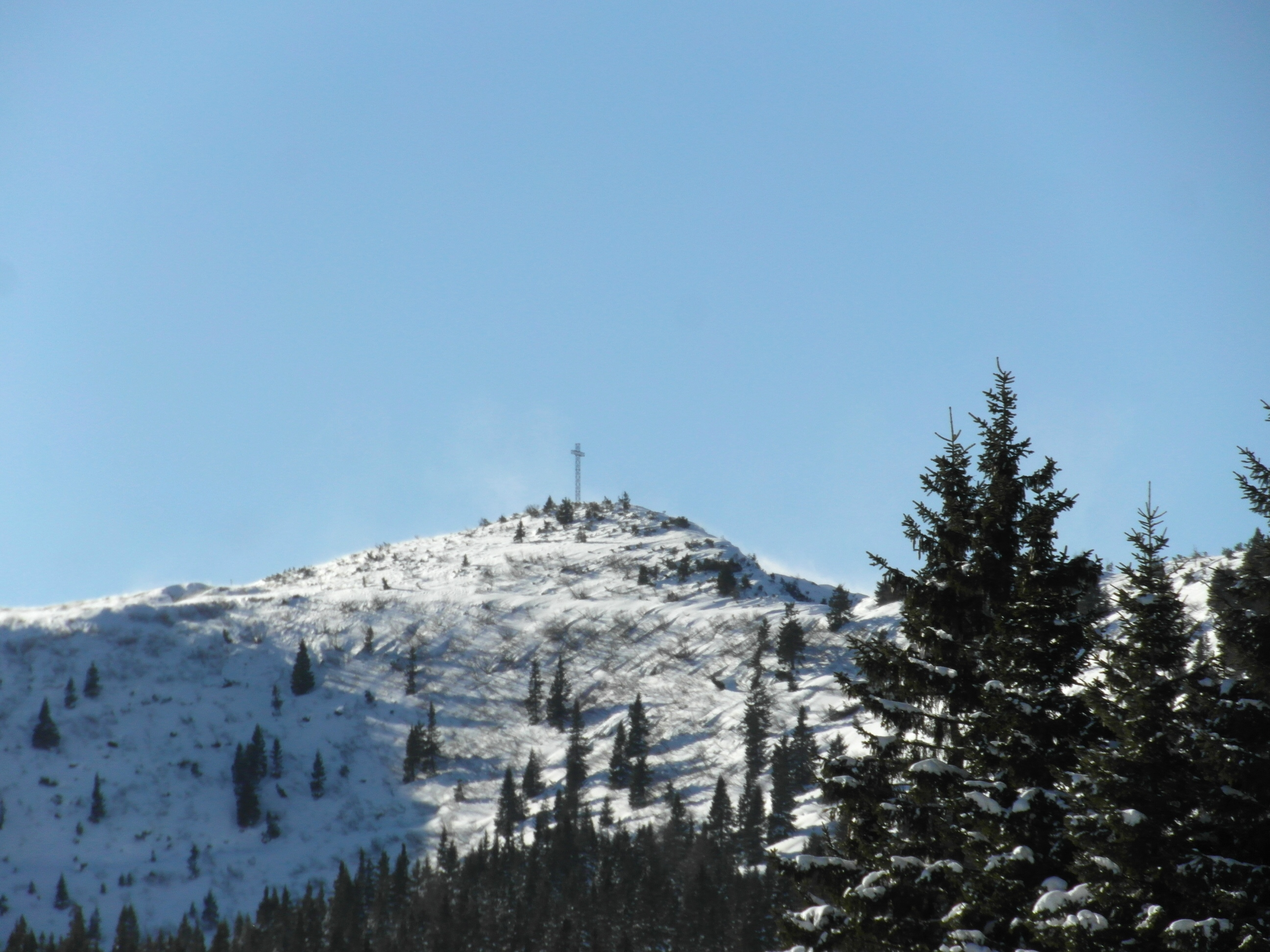
La cima del monte

La cima, ben riconoscibile da una grande croce metallica, è raggiungibile da Passo Coe, dalla Base Tuono, dal Passo della Borcola o da Laghi. È toccata dal sentiero della pace che collega il Passo Coe con il Passo della Borcola e che coincide in questo tratto con il sentiero europeo E5. Il Monte Maggio fa parte della catena montuosa Coston dei Laghi conosciuto anche con il nome locale Corona di San Marco che dal Passo della Borcola sale agli Altipiani di Tonezza chiudendo la conca di Laghi a nordovest come un ferro di cavallo. Il nome Corona di San Marco allude al vecchio confine della Serenissima Repubblica.  I suoi fianchi degradano lentamente a nord sull'Altopiano di Folgaria, a ovest costituiscono invece il limite scosceso della Val Terragnolo ed a est si staccano dalla conca di Laghi. Una cresta lo collega a sud con il Coston dei Laghi (1.873 m s.l.m.) e il Monte Borcoletta (1.759 m s.l.m.).

## Storia
Per la sua posizione strategica fu fortificato dagli austro-ungarici dopo l'inizio della Prima guerra mondiale. Nonostante ciò fu occupato dal Regio Esercito durante il primo balzo offensivo tra il 31 maggio e il 1º giugno 1915 dai fanti del 79º Reggimento fanteria "Roma" e dal 72º Reggimento fanteria "Puglie". Gli austro-ungarici bloccavano però ogni ulteriore avanzata tenendo occupato il costone a nord della cima. In seguito gli italiani adattarono la cima alle loro esigenze costruendo una strada d'accesso da Malga Zonta. Gli austro-ungarici avevano precedentemente costruito una via d'accesso sul lato opposto della costone. Inoltre fu costruita una teleferica con la stazione di arrivo in caverna che collegava la cima con la contrada Vanzi di Laghi. Un'azione offensiva nell'agosto di quell'anno contro le linee austro-ungariche fallì e la situazione non cambiò fino all'inizio della Südtiroloffensive. Durante l'offensiva di primavera austro-ungarica, nonostante l'accanita resistenza dei fanti della Brigata Sesia, il 18 maggio 1916 fu conquistato dal 2º Reggimento Kaiserjäger inglobato nella 180ª Brigata fanteria sotto il comando del generale Verdroß. Rimase poi dietro le linee austro-ungariche fino alla fine della guerra.

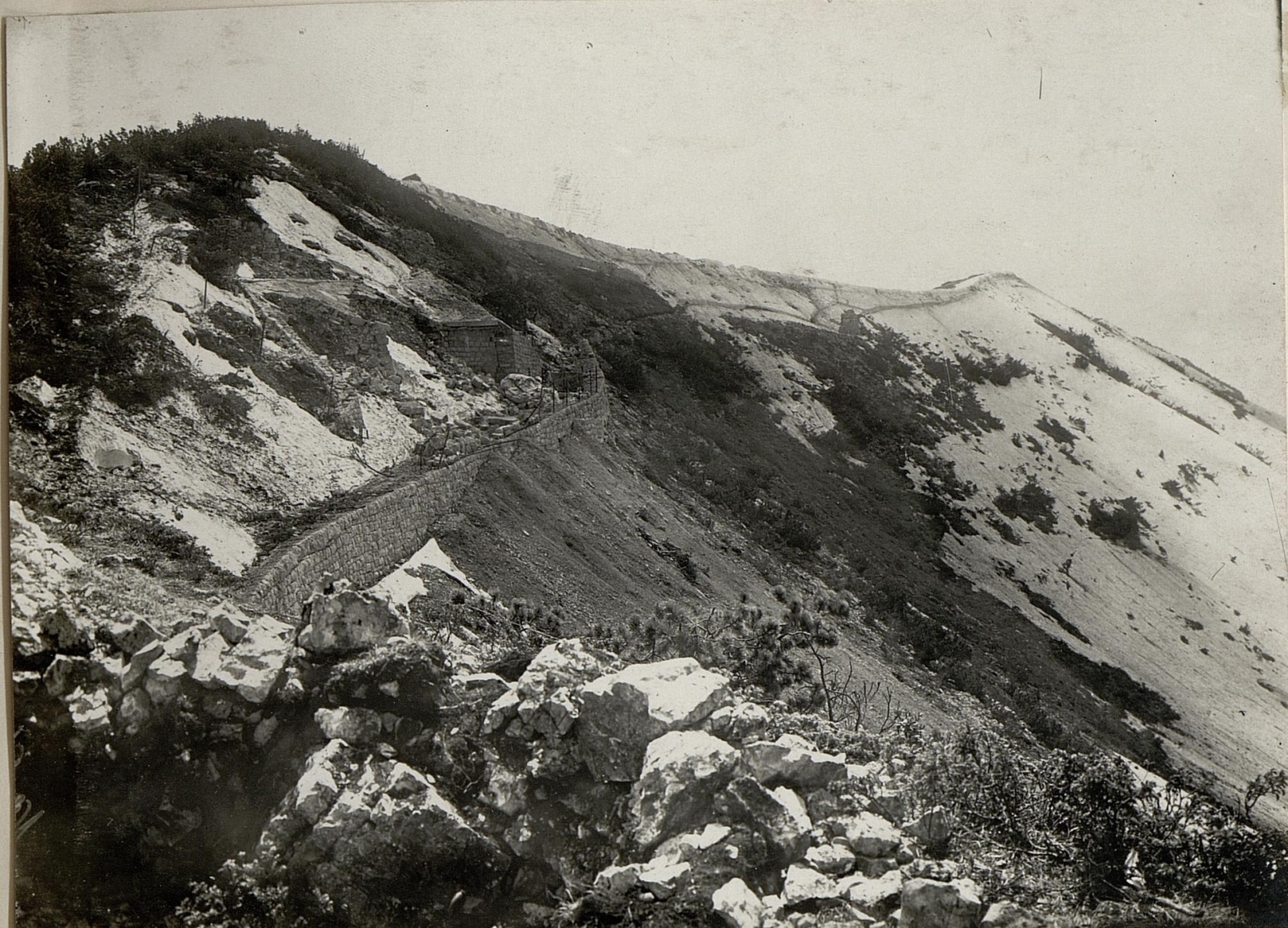
La via d'accesso austriaca sul lato Val Terragnolo a pochi giorni dalla Südtiroloffensive